# Diocesi di Acque Tibilitane
La diocesi di Acque Tibilitane (in latino Dioecesis Aquensis Thibilitanae) è una sede soppressa e sede titolare della Chiesa cattolica.

## Storia
Acque Tibilitane, identificabile con Hammam Meskhoutine, a 15 km. dalla città di Guelma nell'odierna Algeria, è un'antica sede episcopale della provincia romana di Numidia.
Sono noti due vescovi di questa sede. Secondo Ottato, il vescovo Marino fu uno dei lapsi, che abiurò la fede cristiana durante la persecuzione di Diocleziano nel 303 bruciando pubblicamente i libri sacri. Nel concilio di Cirta del 5 marzo 305, stando alla testimonianza di Agostino nell'opera Contro Cresconio, il primate di Numidia Secondo di Tigisi chiese conto a Marino del suo operato, e questi si difese minimizzando i suoi torti durante la persecuzione di due anni prima; questo gli valse la reintegrazione nella comunione ecclesiale e la possibilità di prendere parte a pieno titolo alla riunione episcopale. Il vescovo Marino deve essere quasi certamente da identificare con Marianus ab Aquis Tibilitanis, menzionato nel Libellus adversus Fulgentium Donatistam, attribuito erroneamente ad Agostino, che attorno al 311/312 fu tra i vescovi dissidenti che deposero Ceciliano di Cartagine e scelsero al suo posto Maggiorino.
Il secondo vescovo noto è Preietto (Praeiectus) di cui parla Agostino nel De civitate Dei, che avrebbe portato a Acque Tibilitane, in un periodo imprecisato tra il 416 e il 426/427, le reliquie di santo Stefano protomartire; in occasione di questa traslazione avvenne il miracolo della guarigione di una cieca. Così scrive sant'Agostino:
(De civitate Dei, XXII, 8, 11, edizione online)

Dal 1933 Acque Tibilitane è annoverata tra le sedi vescovili titolari della Chiesa cattolica; dal 15 novembre 2023 il vescovo titolare è Vincent Frederick Mwakhwawa, vescovo ausiliare di Lilongwe.

## Cronotassi

### Vescovi residenti
- Marino † (prima del 303 - dopo il 311/312)
- Preietto † (menzionato tra il 416 e il 426/427)

### Vescovi titolari
- Jesús María Pellin † (13 luglio 1965 - 19 novembre 1969 deceduto)
- Charles-Marie-Jacques Guilhem † (31 dicembre 1969 - 10 dicembre 1970 dimesso)
- Yves-Marie-Henri Bescond † (26 gennaio 1971 - 23 agosto 2018 deceduto)
- Daniel Batalha Henriques † (13 ottobre 2018 - 4 novembre 2022 deceduto)
- Vincent Frederick Mwakhwawa, dal 15 novembre 2023